# Székelyföld turizmusa

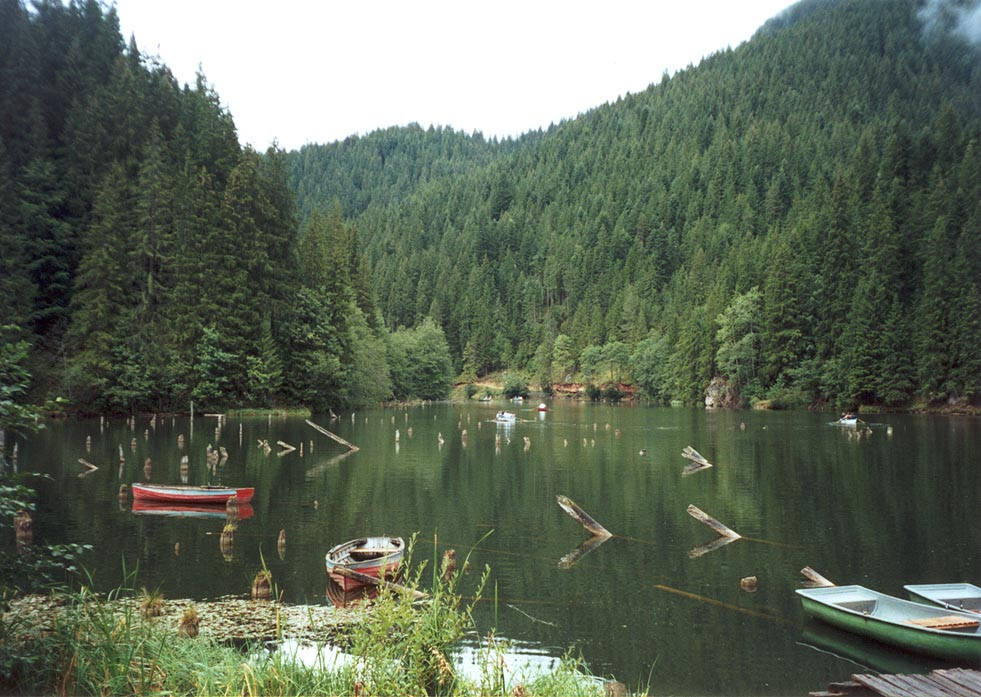
Gyilkos-tó (Hagymás-hegység)

Ez a szócikk Székelyföld turizmusát tárgyalja, azon belül az régió legfontosabb és legjellegzetesebb turisztikai látnivalókat, a természetjárás, üdülő- és gyógyturizmus fő jellemzőit, valamint a turistáknak nyújtott szolgáltatások, a szállás, étkezés és közlekedés adottságait.

## Turisztikai látnivalók

### Világörökségi helyszínek

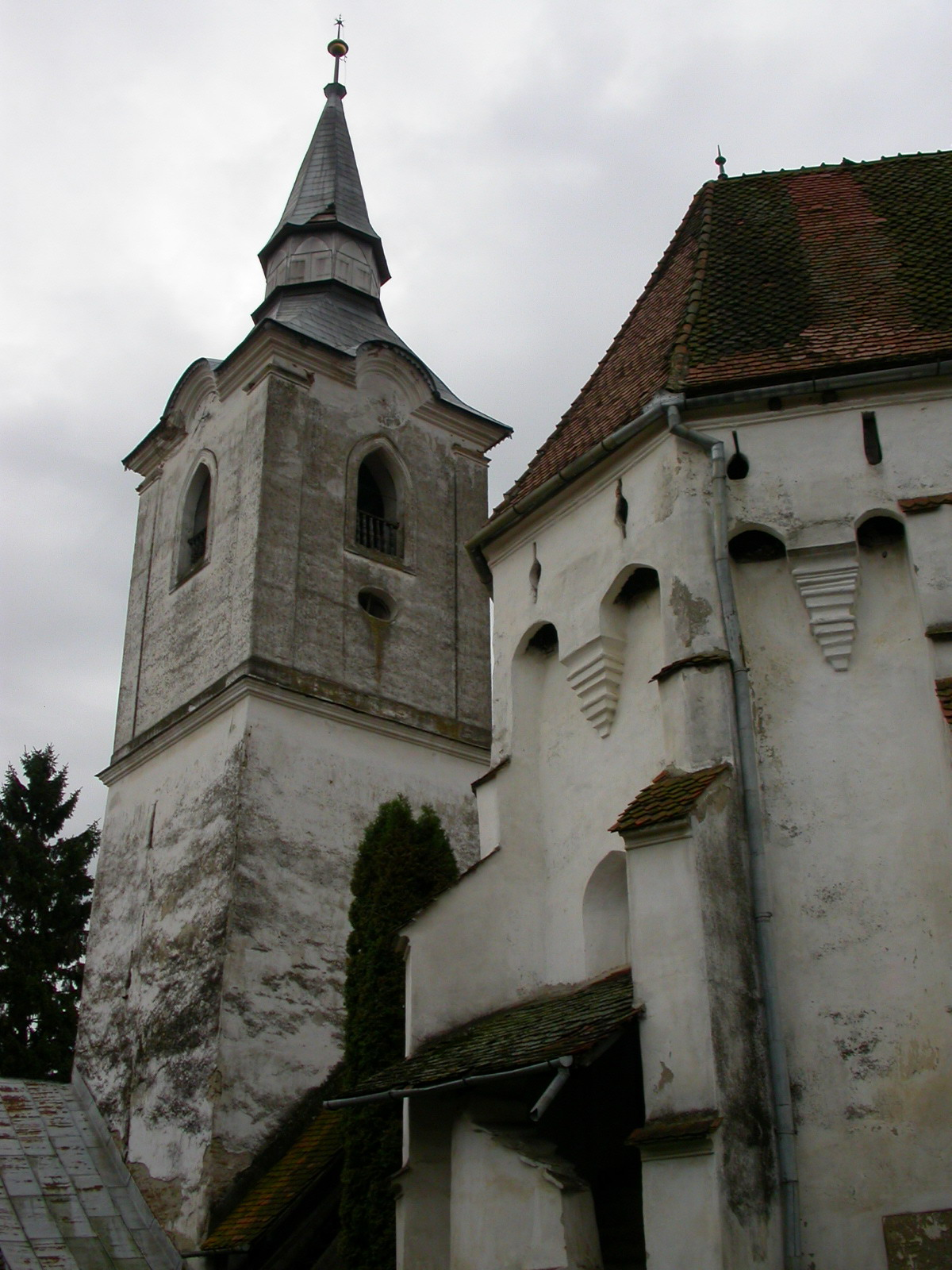
A székelyderzsi erődtemplom

Az UNESCO világörökségi listáján szereplő székelyföldi helyszínek:
- Erdély erődtemplomos falvai – köztük Székelyderzs erődtemploma[1]

Az interneten több helyen is világörökségként említik Gelence 13. századi templomát, az UNESCO listáján viszont sem világörökségi helyszínként, sem javasolt helyszínként nem szerepel.

### Székek szerint
Bardóc-Miklósvárszék
- Barót erődtemploma

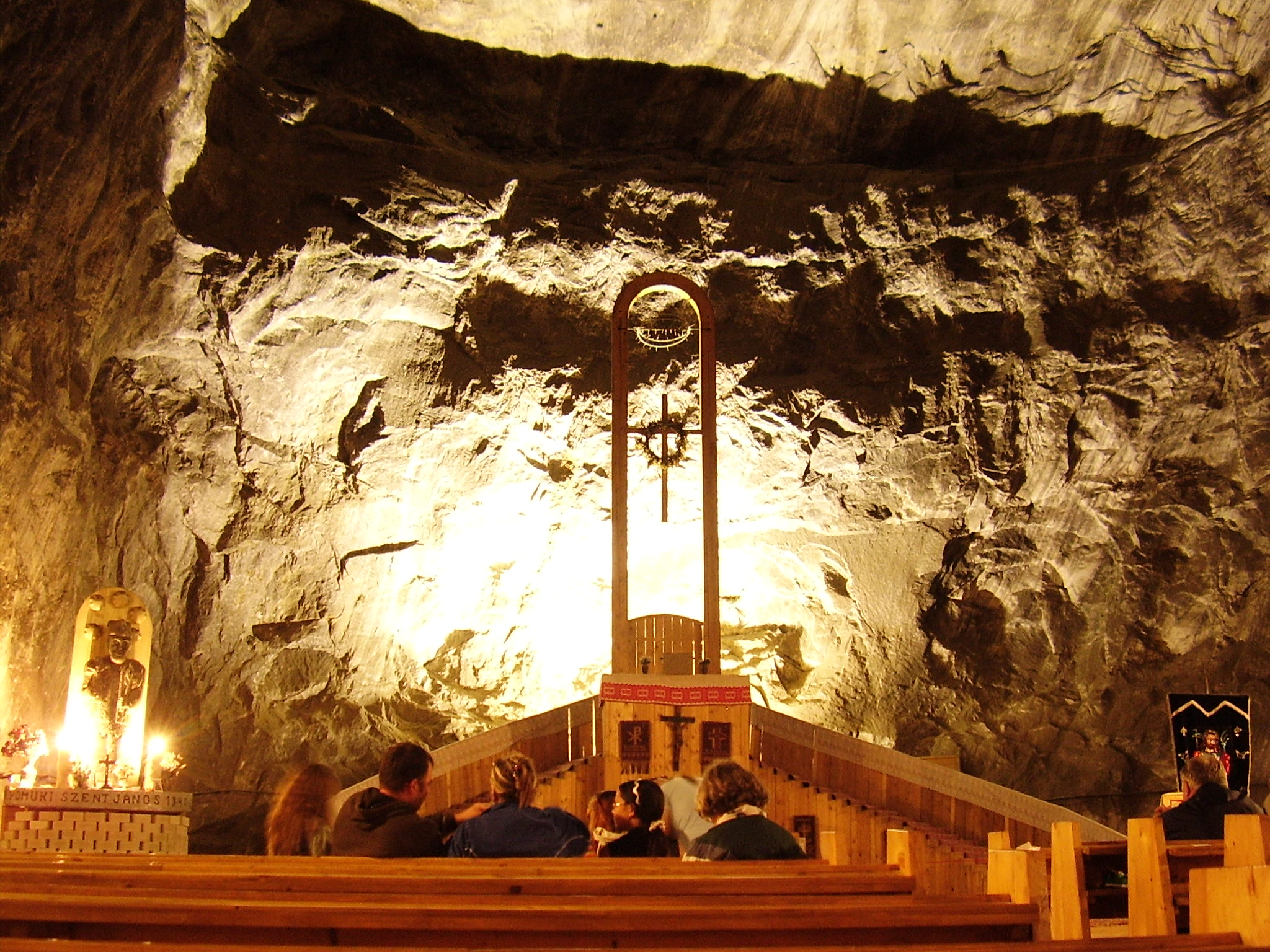
Kápolna a parajdi sóbányában

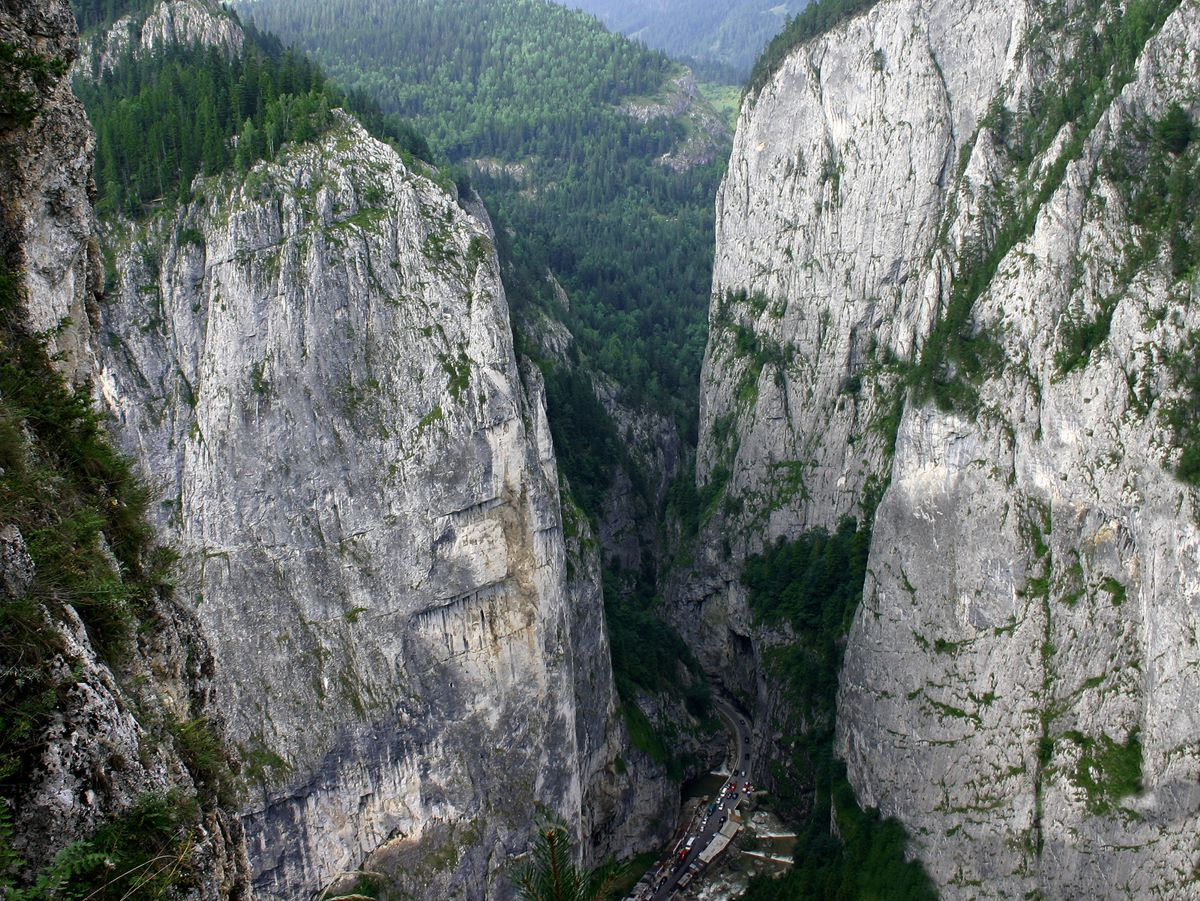
Békás-szoros

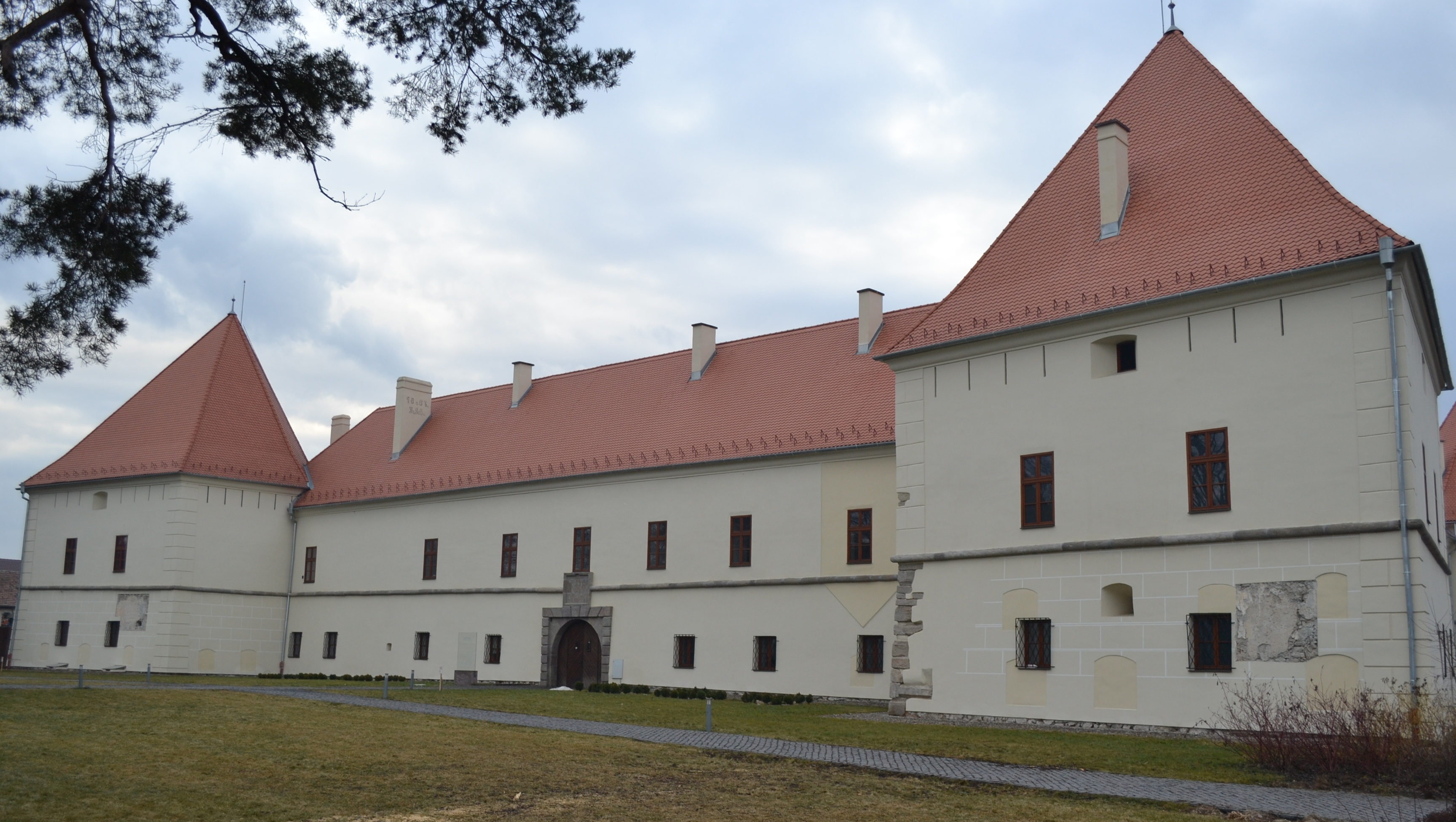
A Mikó-vár

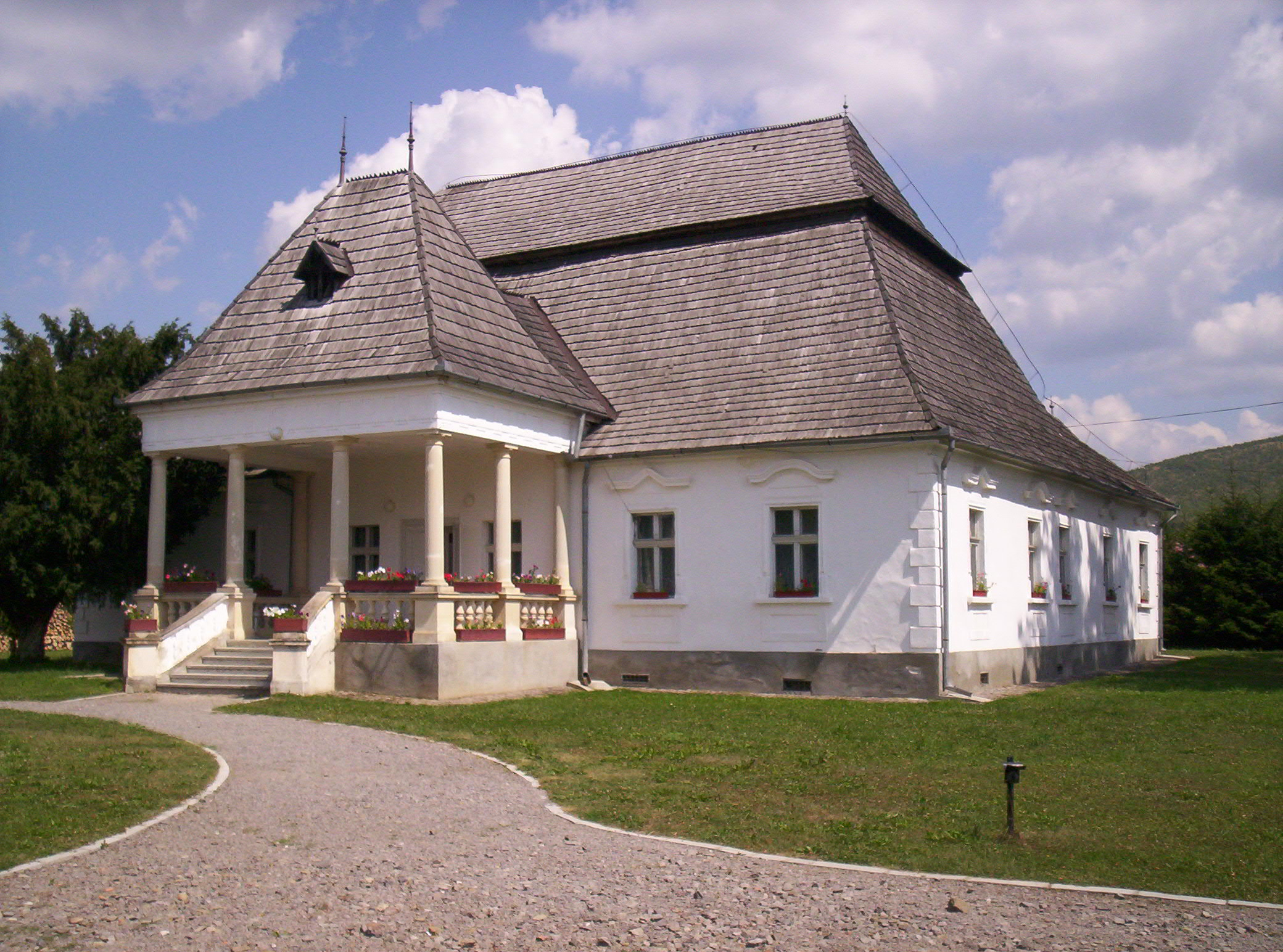
A Mikes–Szentkereszty-kúria

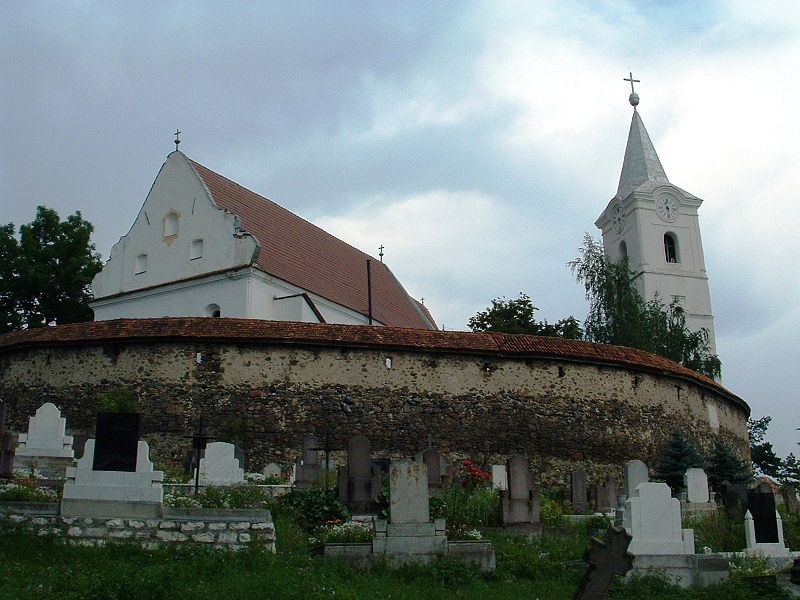
Csíkkarcfalvi római katolikus vártemplom

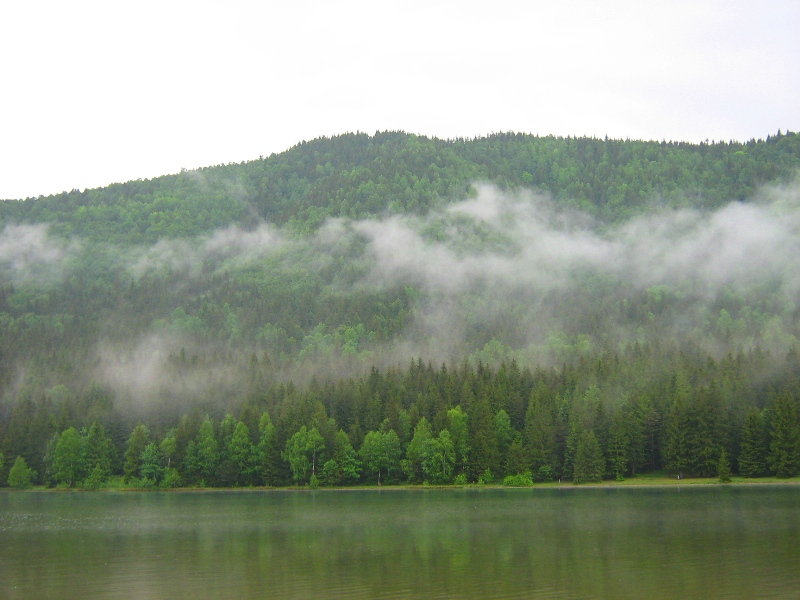
Szent Anna-tó

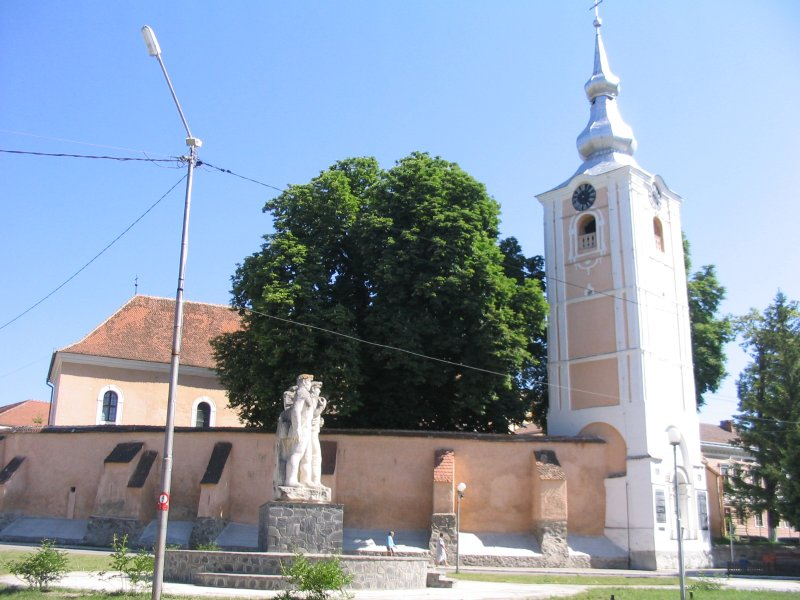
A baróti római katolikus erődtemplom

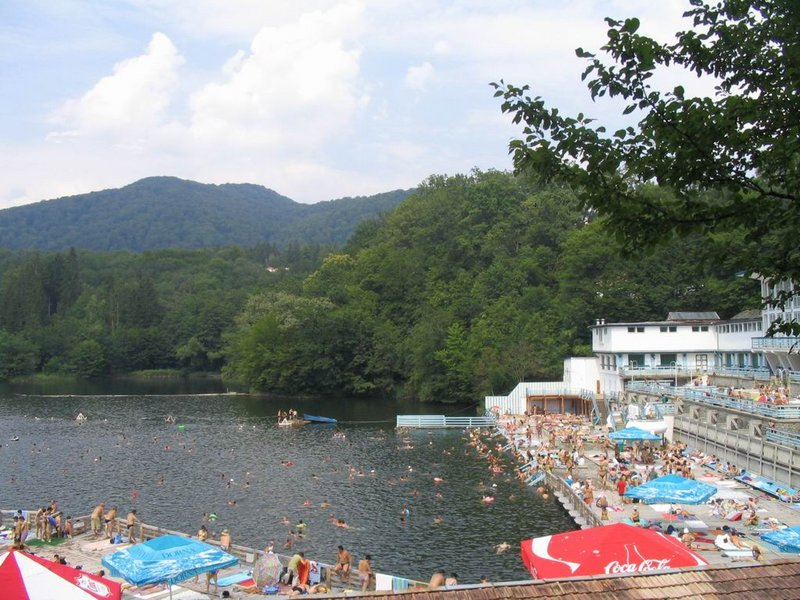
A szovátai Medve-tó

- Hagyományaikat és népi építészetüket máig őrző magyar falvak: Kisbacon, Vargyas stb.
- Persányi-hegység: Vargyas-szoros 120 barlanggal
- Bibarcfalva: gótikus református templom 15. századi freskókkal
- Erdőfüle: kopjafás temető
- Kisbacon: Benedek Elek sírja és emlékháza
- Nagyajta: Unitárius templomerőd, Moyses Márton mártír költő szülőháza emléktáblával

Csíkszék
- Csíkszereda: Mikó-vár, Makovecz Imre katolikus temploma, Csíksomlyói kegytemplom és kolostor
- Középkori erődtemplomok
  - Csíkkarcfalvi római katolikus vártemplom
  - Csíkrákosi római katolikus vártemplom
  - Csíkszentgyörgyi római katolikus vártemplom
  - Csíkszentmihályi római katolikus vártemplom
  - Csíkszentmiklósi római katolikus vártemplom
- Szent Anna-tó: tengerszem közelében a Mohos-tőzegláp
- Csíkszenttamás: Feneketlen-tó: gyógyvizes forrástó

Gyergyószék
- Békás-szoros
- Gyilkos-tó
- Borszék: Románia legtisztább levegőjű települése, borszéki ásványvíz (2004-ben a világ legfinomabb ásványvizének választották), gyógyfürdő, jégbarlang, gyógyvizes láp[6]

Kézdiszék
- Torja: Apor-kastély, 17. századi harangtorony, emlékpark Apor Péter szobrával, valamint Szörtsey Elek és Ábrahám Árpád 1956-os mártírok emlékművével
- Kazettás mennyezetű református templom: Gelence (látványos középkori freskókkal)
- Torjai büdös-barlang
- Kézdiszentlélek: katolikus erődtemplom, a Perkő hegyen Szent István kápolna
- Bereck: Gábor Áron szülőháza és szobra, Gábor Áron-emlékház állandó kiállítással, Bem-Petőfi-ház

Marosszék
- Marosvásárhely szecessziós épületei
- Hagyományaikat és népi építészetüket máig őrző magyar falvak: Szentdemeter, Nagykend stb
- A szovátai Medve-tó: meleg vizű, gyógyhatású sós tó gyógyfürdővel

Orbaiszék
- Zágon: Mikes–Szentkereszty-kúria a Mikes Kelemen emlékkiállítással, Kiss Manyi emlékszoba
- Kovászna: Kádár-ház állandó kiállítással a mai székelyföldi képzőművészek alkotásaiból

Sepsiszék
- Sepsiszentgyörgy:1879-ben alapított Székely Nemzeti Múzeum, amelynek épületét Kós Károly tervezte
- Dálnok: református templom 16. századi rovásírásos felirattal, Dózsa György szobra, Berczási-kúria és arborétum, lipicai ménes
- Bölön: unitárius erődtemplom, Bölöni Farkas Sándor szobra és szülőháza

Udvarhelyszék
- Székelyudvarhely szecessziós épületei
- Kazettás mennyezetű református templom: Énlaka és Bögöz (az utóbbiban látványos középkori freskók)
- Hagyományaikat és népi építészetüket máig őrző magyar falvak: Korond, Máréfalva, Sóvárad stb.
- Parajd: Sóbányamúzeum
- Homoródalmás: Orbán Balázs-barlang

## Természetjárás
Nemzeti parkok:
- Békás-szoros-Nagyhagymás Nemzeti Park (Parcul Național Cheile Bicazului-Hășmaș)
- Csalhó Nemzeti Park (Parcul Național Ceahlău)
- Kelemen-havasok Nemzeti Park (Parcul Național Călimani)

## Üdülőturizmus, aktív turizmus
- a Kárpátok túralehetőségei és hegymászó-paradicsomai
- síparadicsomok: Hargitafürdő, Szováta sícentrumai
- a Vármező halastavai, Románia legnagyobb pisztrángtenyészete
- székelyföldi falusi vendéglátás: Kibéd, Szentegyháza

## Gyógyturizmus
Kiemelt gyógyfürdők:
- Bálványosfürdő (Băile Balvanyos),
- Borszék (Borsec)
- Kovászna (Covasna)
- Marosszentgyörgy (Sângeorgiu de Mureș)
- Parajd (Praid)
- Sugásfürdő (Băile Șugaș)
- Szováta (Sovata)
- Tusnádfürdő (Băile Tușnad)
- Zsögödfürdő (Jigodin Băi, Csíkszereda)

## Kulturális események
- Csíksomlyói búcsú és Ezer Székely Leány Napja, Csíkszereda
- VIBE Fesztivál, Marosvásárhely
- Székelyföldi Rockmaraton, Székelyudvarhely